# Georg Wilhelm Netherwood
Georg Wilhelm Netherwood, född 21 augusti 1828 i Gustavia, död 5 juni 1903 på Saint-Barthélemy, var en svensk ämbetsman och guvernör. Mellan augusti 1868 och december 1868 var Netherwood tillförordnad guvernör över kolonin Svenska S:t Barthélemy.

## Biografi
Georg Netherwood föddes som äldsta barn till adelsmannen Georg Wilhelm Netherwood och dennes hustru Mary Jackson. Fadern var då kontrollör vid tullkammaren i Gustavia på Saint-Barthélemy.
Netherwood blev student vid Uppsala universitet 1848 och han tog kameralexamen där 1851. Därefter blev tjänsteman vid Krigskollegiet och Riksbanken. Sedan började han som kammarjunkare vid Kungliga hovet. 1856–1858 tjänstgjorde han som kanslist vid Riddarhuset och var även kanslist under riksdagen 1859–1860.
1860 återvände Netherwood till S:t Barthélemy där han tjänstgjorde som räkenskapsförare och även som konseljnotarie, notarius publicus och översättare. Han utsågs senare till ledamot av Finanskonseljen och tillförordnad ordförande i Skolkommittén på ön.
Netherwood gifte sig med Malvina Augusta Abott, född 18 mars 1836 och avliden 20 januari 1871.
Den 11 augusti 1868 utnämndes han till tillförordnad guvernör över Svenska S:t Barthélemy som ersättare till Fredrik Carl Ulrich som hastigt avlidit. Netherwood innehade ämbetet till den 4 december då Bror Ludvig Ulrich anlände och övertog befattningen.
Efter återlämnandet (”La Rétrocession”) den 16 mars 1878 stannade Netherwood kvar på ön; han avled den 5 juni 1903.